# كوين سيمونز
كوين سيمونز (بالإنجليزية: Quinn Simmons)‏ (و. 2001  م) هو دراج أمريكي، ولد في دورانغو.

## التصنيف
| السنة     | 2020 | 2021 | 2022 | 2023 | 2024 |
| --------- | ---- | ---- | ---- | ---- | ---- |
| عالمي     | 155  | 218  | 477  | 317  | 251  |
| أمريكا    | 14   | 17   | 38   | 28   | 29   |
|           |      |      |      |      |      |
| مصدر: UCI |      |      |      |      |      |

## سجل الفوز

### سباقات أو مراحل فاز بها
| التاريخ        | السباق                                                       | المركز                                                 |
| -------------- | ------------------------------------------------------------ | ------------------------------------------------------ |
| 23 سبتمبر 2019 | سباق الطريق ضد الساعة للشبان في بطولة العالم 2019            | الرابع في التصنيف العام                                |
| 26 سبتمبر 2019 | سباق الطريق للشبان في بطولة العالم 2019                      | الفائز في التصنيف العام                                |
| 09 فبراير 2020 | نجم بسجس 2020                                                | العاشر في تصنيف أفضل شاب                               |
| 25 أغسطس 2020  | جي بي واست-فرنسا 2020                                        | السادس في التصنيف العام                                |
| 02 سبتمبر 2020 | طواف المجر 2020                                              | المركز الثاني                                          |
| 27 فبراير 2021 | كلاسيك دي أرديتشي 2021                                       | العاشر في التصنيف العام                                |
| 16 مارس 2021   | تيرينو ادرياتيكو 2021                                        | العاشر في تصنيف أفضل شاب                               |
| 24 يوليو 2021  | طواف والوني 2021                                             | الفائز في التصنيف العام، الفائز في ترتيب النقاط للشباب |
| 05 مارس 2022   | ستراد بينك 2022                                              | السابع في التصنيف العام                                |
| 13 مارس 2022   | تيرينو أدرياتيكو 2022                                        | الفائز في ترتيب التسلق                                 |
| 19 يونيو 2022  | طواف سويسرا 2022                                             | الفائز في ترتيب التسلق                                 |
| 25 يونيو 2023  | سباق الطريق للرجال في بطولة الولايات المتحدة على الطريق 2023 | الفائز في التصنيف العام                                |